# Amager Cykle Ring
Amager Cykle Ring (с дат. — «Амагерское велокольцо») — датский любительский велосипедный клуб, базирующийся в Амагере. Штаб-квартира клуба находится в Каструпе, на улице Сальтверксвей. Клуб является членом велоспортивного союза Дании.

## История клуба
Клуб был основан 1 августа 1940 года под названием Amager Cykle club и получил нынешнее название в 1964 году, после слияния с велосипедным клубом 1960 года. В клубе есть одноимённая элитная команда DCU. В 2011 году клуб принял участие в создании юниорской команды Team IMPROV-Giant Store-CEC Junior, а в 2017 году клуб выступил сооснователем элитной команды DCU Team CO:PLAY-Giant Store. В 2023 году на базе клуба была создана женская велокоманда ACR Women Elite.
Клуб является организатором велогонки Amager Rundt.

## Спонсоры
Спонсорами клуба выступают салон красоты Beauty By Waltoft, энергетическая компания PH-EL & Sikring, веломагазин Ama’r Cykelservice.dk, стоматологическая клиника Amager Tandlæge Hus и сеть магазинов велосипедной экипировки Castelli.

## Членство
Клуб насчитывает около 400 членов, из которых около 300 — активные члены, которые участвуют в той или иной форме обучения и 100 членов, занимающихся поддержкой клуба.
В клубе есть большой молодёжный отдел, в котором занимаются около 50 гонщиков в возрасте от 9 до 16 лет, а также отдел лицензированных гонщиков DCU (около 40 человек) в возрасте 17 лет и старше, которые подразделяются на лицензионные классы Dame A, Dame B, Herre A, B, C, D, H40, H50, H60 и junior/U19. Проводятся совместные тренировки летом по вторникам и четвергам.
В 2017 году юниорская команда под названием CEC (Copenhagen Elite Cycling) работала совместно с Lyngby Cycle Club.
Клубная форма представляет собой оранжевые джерси с синими рукавами и низом. Члены клуба могут заказать клубную одежду Amager Cykle Ring через интернет-магазин в Empirecycling, который является датским импортером велосипедной одежды Castelli.

## Известные члены клуба
- Магнус Бак Кларис[дат.]
- Расмус Бёг Валлин
- Амалие Дидериксен[дат.] (почётный член)
- Бриан Хольм (почётный член)
- Тобиас Конгстад[дат.]
- Ханне Мальмберг[дат.]
- Маттиас Скельмосе Йенсен
- Карл-Ян Хейнсвиг (почётный член)